# Ypthima cantliei
Ypthima cantliei är en fjärilsart som beskrevs av Norman 1958. Ypthima cantliei ingår i släktet Ypthima och familjen praktfjärilar. Inga underarter finns listade i Catalogue of Life.